# Donje Višnjevice
Donje Višnjevice su naseljeno mjesto u općini Konjic, Federacija Bosne i Hercegovine, BiH.

## Stanovništvo

### 1991.
Nacionalni sastav stanovništva 1991. godine, bio je sljedeći:
ukupno: 228
- Muslimani – 155
- Hrvati – 73

### 2013.
Nacionalni sastav stanovništva 2013. godine, bio je sljedeći:
ukupno: 71
- Bošnjaci – 66
- Hrvati – 4
- ostali, neopredijeljeni i nepoznato – 1

## Vanjske poveznice
- Satelitska snimka  Arhivirana inačica izvorne stranice od 8. kolovoza 2020. (Wayback Machine)